# Депортация турок-месхетинцев

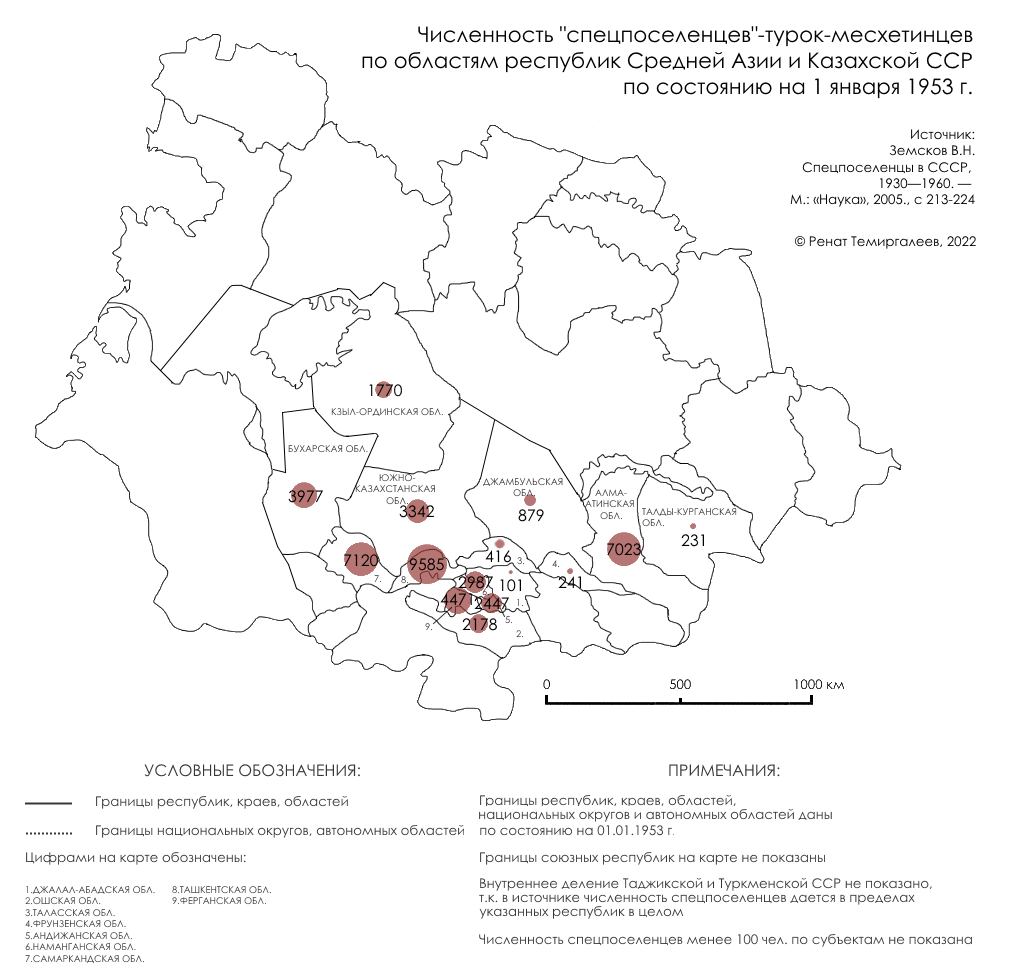
Численность «спецпоселенцев»-турок-месхетинцев по областям республик Средней Азии и Казахской ССР на 1 января 1953 года

Депортация турок-месхетинцев (тур. Ahıska Türkleri sürgünü) — принудительное переселение в 1944 году турок-месхетинцев СССР (вместе с курдами, хемшилами и месхами-мусульманами). Месхетинские турки были выселены из Грузинской ССР в Казахстан, Кыргызстан и Узбекистан.
24 июля 1944 года Берия с письмом (№ 7896) обратился к И. Сталину. Он писал:
На протяжении ряда лет значительная часть этого населения, связанная с жителями приграничных районов Турции родственными связями, отношениями, проявляет эмиграционные настроения, занимается контрабандой и служит для турецких разведывательных органов источником вербовки шпионских элементов и насаждения бандитских групп.
Он отметил, что «НКВД СССР считает целесообразным переселить из Ахалцихского, Ахалкалакского, Адигенского, Аспиндзского, Богдановского районов, некоторых сельсоветов Аджарской АССР — 16 700 хозяйств турок, курдов, хемшинов». 31 июля Государственный Комитет Обороны принял постановление (№ 6279, «совершенно секретно») о выселении из Грузинской ССР в Казахскую, Киргизскую и Узбекскую ССР, как отмечалось в документах Отдела спецпоселений НКВД СССР, 45 516 турок-месхетинцев. Всей операцией, по приказу Берии, руководили А. Кобулов и грузинские наркомы госбезопасности Рапава и внутренних дел Каранадзе, а для её осуществления выделялось всего лишь 4 тыс. оперативных сотрудников НКВД.
Всего было выселено 115,5 тыс. Депортированные месхетинские турки были рассредоточены по отдельным посёлкам в различных областях Узбекистана, Казахстана и Киргизии как «спецпоселенцы» (то есть без права изменения места жительства).
18 апреля 1956 года вышел Указ Президиума Верховного Совета о снятии ограничений с месхетинских турок, но без права возвращения на родину. Часть из них стала возвращаться в различные районы Кавказа, в особенности в Кабардино-Балкарскую АССР. Стараниями республиканского аппарата ЦК КПСС было организовано размещение нескольких тысяч турок-месхетинцев в Саатлинском и Сабирабадском районах Азербайджанской ССР. Но большинство турок-месхетинцев остались в уже обжитых районах Средней Азии и Казахстана.
В результате роста этнического напряжения в июне 1989 года произошёл погром месхетинских турок в Ферганской долине Узбекистана. Это вызвало массовую эвакуацию турок-месхетинцев из Узбекистана в Россию, Казахстан и Азербайджан.